# فدراسیون صنعت موسیقی ایتالیا
فدراسیون صنعت موسیقی ایتالیا (به انگلیسی: Federation of the Italian Music Industry) جدول رسمی تک‌آهنگ‌های ایتالیا است.